# Landstede Sportcentrum
El Landstede Sportcentrum es un complejo situado en Zwolle, en los Países Bajos, que se utiliza como un recinto deportivo multiuso que fue inaugurado en 2010. Es el estadio del equipo de baloncesto Landstede Basketbal y del equipo de voleibol Landstede Volleybal. La "pista central", que es utilizada por ambos clubes deportivos profesionales tiene una capacidad para 1200 personas. El complejo es propiedad de la ROC Landstede, una empresa que es también el principal patrocinador de los clubes de baloncesto y voleibol locales.
El Sportcentrum también se utiliza para muchos otros deportes, como la gimnasia artística y el tenis de mesa. En 2011 y 2012 se celebró en el Sportcentrum el torneo internacional de baloncesto Basketball Days.
Recibe el sobrenombre de Theatre van de Sport (en castellano, Teatro del Deporte).